# Sławomir Kuczkowski
Sławomir Kuczkowski (ur. 22 czerwca 1965 w Gnieźnie zm. 29 kwietnia 2009, tamże) – polski reżyser, aktor, twórca Teatru Wizji i Medytacji „Czerwona Główka” i Teatru Poezji Poetów Różnych, poeta, animator kultury, autor audycji literackich w Radio Gniezno. Od 2020 przyznawane jest przez UM Gniezno Stypendium im. Sławomira Kuczkowskiego

## Życiorys
Wychowywał się w Gnieźnie, był bratem poety, Krzysztofa Kuczkowskiego. Debiutował literacko w 1993 roku w Toposie. W 2000 roku zorganizował w Gnieźnie I Mityng Teatralny, jedno z najważniejszych wydarzeń kulturalnych w mieście, na którym corocznie występowały teatry niezależne z całej Polski. W latach 2000–2008 w  Radio Gniezno prowadził autorską audycję, „Latająca Kawiarnia Literacka”. Członek założyciel Gnieźnieńskiego Stowarzyszenia Konfraternia Teatralna.
W jego teatrze główną rolę odgrywała mistyka, artysta często nawiązywał do Jana od Krzyża czy Simone Weil. O spektaklu „Królewska Droga Krzyża” wspomina dziennikarz, Dariusz Malach:

Działanie trwa zazwyczaj od godz. 18 do 4 nad ranem, czasem dłużej, bo nigdy nie wiadomo dokładnie, ile czasu każdy z uczestników zechce poświęcić na medytację (następny czeka). Średnio każdy przebywa na sali ok. godziny, często ponad godzinę, choć zrazu nie zamierza. Podobnie było ze mną. Ze swoim skrzywieniem żurnalisty, który „niczemu się nie dziwi" zamierzałem „obskoczyć" to misterium w parę minut. Stało się inaczej i byłem z tego powodu mile zaskoczony. Nie sądziłem, ze ten pełen prostoty pomysł na teatr okaże się tak mądry i frapujący

Do trupy teatralnej założonej przez Kuczkowskiego należeli m.in. Jacek Błaszczyk, Alek Bogusz i Leszek Giżycki. Teatr Wizji i Medytacji „Czerwona Główka” wystawiał sztuki własne, jak „On Jest czyli Szczelina”, „Krzyżowanie czasu” lub „Komorę”.
Równolegle do teatru medytacyjnego, Kuczkowski animował poezję w Teatrze Poezji Poetów Różnych, gdzie razem z Dawidem Jungiem przygotował m.in. spektakl „Pieśń nad pieśniami” w przekładzie Romana Brandstaettera.
Teatr Kuczkowskiego, którego był kierownikiem mieścił się w ówczesnym Młodzieżowym Domu Kultury w Gnieźnie, jednakże artysta wystawiał swoje prace także we franciszkańskich kryptach w Gnieźnie.
W 2008 roku w Nowej Soli za działalność teatralną otrzymał nagrodę Złotego PTAQ-a.
Od 2010 roku Gnieźnieńskie Stowarzyszenie Konfraternia Teatralna organizuje Mityngi Teatralne im. Sławomira Kuczkowskiego. Podczas X mityngu wystąpił m.in. Piotr Zawadzki w monodramie „Z głębokiej wołam otchłani” na motywach „Zbrodni i kary” Fiodora Dostojewskiego.
Również w twórczości poetyckiej Sławomira Kuczkowskiego pojawia się mistyka, o czym wypowiadali się znaczący krytycy, wśród nich m.in. Wojciech Kudyba, Zofia Zarębianka, Janusz Adam Kobierski
W 2010 roku za tom „Piętno” Kuczkowski został uhonorowany pośmiertnie Nagrodą im. Ks. Jana Twardowskiego.
Należał do ważniejszych postaci artystycznych w powojennej historii kulturalnej Gniezna.
Od 2020 miasto Gniezno przyznaje Stypendium im. Sławomira Kuczkowskiego za działalność artystyczną, upowszechnianie kultury i opiekę nad zabytkami.

## Ważniejsze publikacje
- Podsumowanie sezonu (antologia Zeszytów Poetyckich pod red. Dawida Junga)[13].
- Antologia Poetów Gnieźnieńskich (pod redakcją Krzysztofa Szymoniaka)
- Piętno (grafika Jacek Soliński, 2009)